# Hypobletus latiusculus
Hypobletus latiusculus är en skalbaggsart som först beskrevs av Schmidt 1893.  Hypobletus latiusculus ingår i släktet Hypobletus och familjen stumpbaggar. Inga underarter finns listade i Catalogue of Life.